# پسوئلو د آراگن
پسوئلو د آراگن (به اسپانیایی: Pozuelo de Aragón) یک دهستان در اسپانیا است که در استان ساراگوسا واقع شده‌است. پسوئلو د آراگن ۳۲ کیلومتر مربع مساحت و ۳۴۲ نفر جمعیت دارد و ۴۱۲ متر بالاتر از سطح دریا واقع شده‌است.